# Eymouthiers
Eymouthiers (okzitanisch: Aimostier) ist eine aus mehreren Orten bestehende Gemeinde mit 325 Einwohnern (Stand: 1. Januar 2022) im westfranzösischen Département Charente in der Region Nouvelle-Aquitaine. Sie gehört zum Arrondissement Angoulême und zum Kanton Val de Tardoire. Zuständiger Gemeindeverband ist die Communauté de communes La Rochefoucauld-Porte du Périgord. Die Einwohner werden Moustériens bzw. Moustériennes genannt.

## Etymologie
Eymouthiers ist im 13. Jahrhundert als Mostiers urkundlich erwähnt, weitere alte Schreibweisen sind Monasteriis, Monasterio Ferrario und Antemonasterio. Das Lateinische Ante monasterium bedeutet vor dem Monasterium, Kloster. Die spätere Bezeichnung Eymoutier-Ferrier nimmt Bezug auf Erzgewinnung und eine ehemalige Schmiede. Ob eine etymologische Verbindung zu Eymoutiers im Département Haute-Vienne hergestellt werden kann, ist zweifelhaft. Über Monasteriis ist vielmehr eine Verwandtschaft mit Mouthiers-sur-Boëme zu erkennen.

### Sprache
Die Gemeinde Eymouthiers befindet sich im Okzitanisch sprechenden östlichen Drittel des Départements Charente, der örtliche Dialekt ist Limousinisch. Auf Okzitanisch heißt sie Aimostier.

## Geschichte
Angeblich wurden im 19. Jahrhundert Reste einer gallorömischen Ansiedlung namens Ville de Conan gefunden. Christian Vernou erwähnt jedoch in seiner Abhandlung nur noch monolithische Sarkophage. Im Mittelalter unterstand die Pfarrei dem Kapitel von Saint-Martial in Limoges. Im Jahr 1689 besaß der Junker Arnaud du Lau, Herr von Saint-Julien, das Adelsgut Le Chambon und erschien im Aufgebot des Adels im Périgord. In Chez Manot stand einst eine Kapelle für Aussätzige, die Saint Roch geweiht war. Die Kapelle wurde im 16. Jahrhundert teilweise erneuert und im Jahr 1862 vollkommen restauriert. Die Baukosten gingen zu Lasten von Nicolas Guimbelot – ehemaliger Bürgermeister und Ritter der Ehrenlegion, dessen Grabmal sich inmitten der Kapelle befindet. Am 16. August, dem Namenstag von Saint Roch, traf sich alljährlich eine Konfrerie in Eymouthiers. Zu Beginn des 20. Jahrhunderts dichtete Léonard Voisin eine Ballade zu seinen Ehren mit dem Titel Notro Balêdo. Die Kirche und das Rathaus in La Tricherie wurden gegen Ende des 19. Jahrhunderts erbaut. Die Kirche beherbergt jedoch eine Glocke aus dem Jahr 1581 mit folgender Inschrift: Ihs ma petre ora pro nobis 1581 Te deum landamus. Te Deum Landamus. Sie ist als Monument historique anerkannt.

## Lage
Eymouthiers liegt etwa 35 Kilometer östlich von Angoulême an der Ostgrenze des Départements Charente. Eymouthiers ist Grenzgemeinde zum granitischen Périgord vert im Département Dordogne. Hauptverkehrsverbindung ist die D 6, die von der Départementsgrenze über Montbron und La Rochefoucauld nach Mansle verläuft.
Eymouthiers wird von folgenden Nachbargemeinden umgeben:
- Écuras im Norden
- Bussière-Badil (Dordogne) im Osten
- Soudat (Dordogne) im Süden
- Varaignes (Dordogne) im Südwesten
- Montbron im Westen und Nordwesten.

Folgende Ortsteile, Weiler und Einzelhöfe gehören zur Gemeinde Eymouthiers: Beaulieu, Bellevue, Chez Manot, Eymouthiers, La Tricherie, Le Chambon, Le Champ, Le Moulin du Maine Pachou, Les Justices, Marsac, Maudeuil, Moulin du Chambon, Puyservaud und Saint-Romain.
Der namenverleihende Ortsteil Eymouthiers ist nur ein kleiner, an einem Geländesporn gelegener Weiler, der weder Kirche noch Rathaus besitzt. Der an der D 6 von Montbron nach Piégut-Pluviers befindliche Ortsteil La Tricherie (5 Kilometer östlich von Montbron) bildet jedoch das wahre Herz der Gemeinde mit Kirche und Rathaus. Der Weiler Le Chambon ist idyllisch in einer Flussschleife der Tardoire gelegen, unweit der Mündung des von der Fontaine d’Eymouthiers ausgehenden Bachs. Der Weiler Puyservaud befindet sich an der Ostgrenze zum Périgord.
Die Gemeinde erstreckt sich über die südlichen Talhänge der Tardoire, die in einer recht markanten Schlucht entlang der Nordgrenze verläuft. Der höchste Geländepunkt erreicht eine Meerhöhe von 254 Meter an der östlichen Gemeindegrenze. Der tiefste Punkt mit 118 Meter liegt an der Tardoire an der Nordwestecke. Der Ortskern La Tricherie mit Kirche und Rathaus hat eine Höhenlage von 245 Meter – weswegen ein guter Ausblick auf die umgebenden Landschaften des Périgords und des Angoumois gewährleistet ist.

## Hydrographie

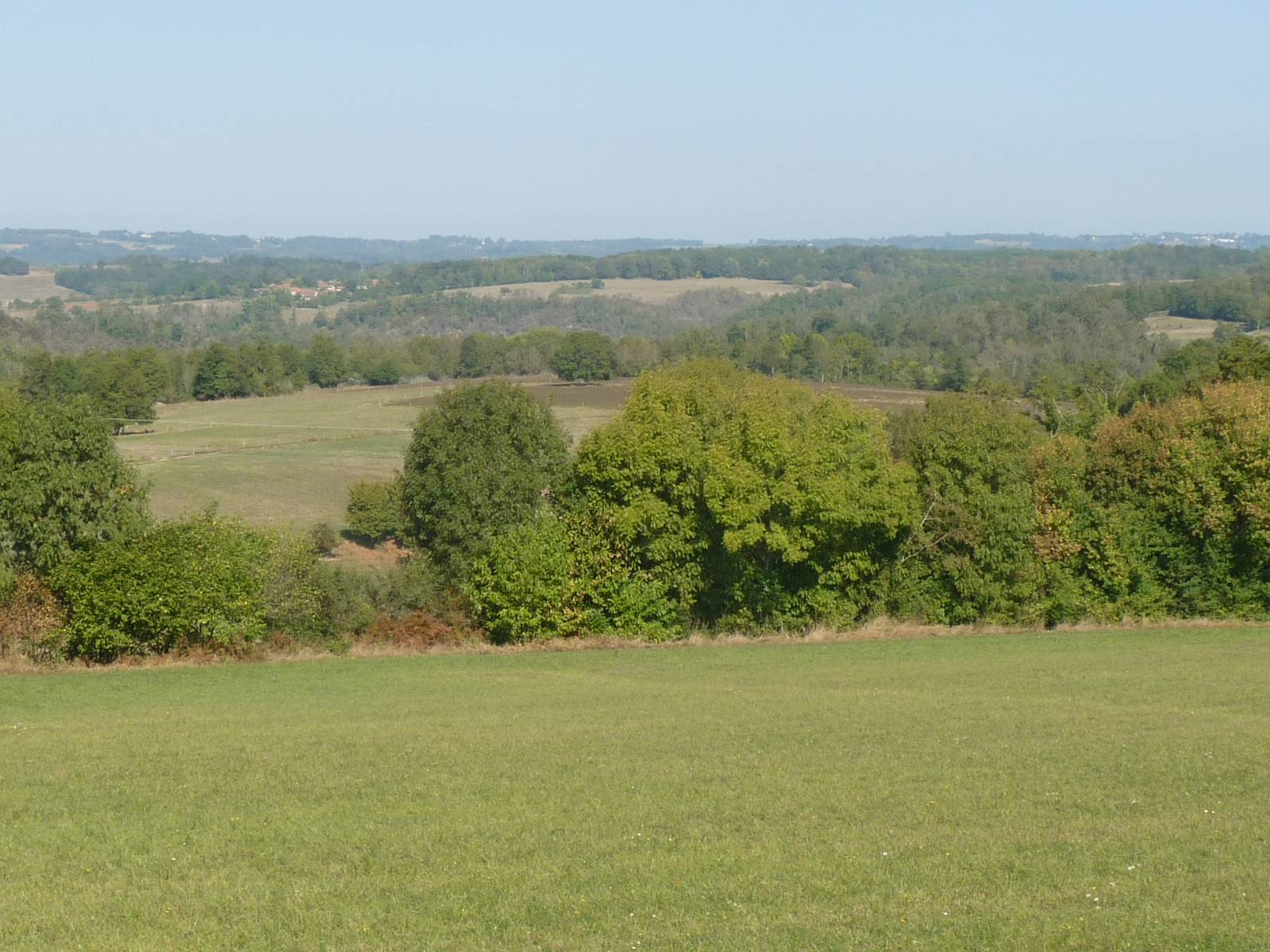
Ausblick nach Norden von der D 163 nach Écuras – im Hintergrund links das Massif de l’Arbre

Die nördliche Gemeindegrenze von Eymouthiers wird von der mäandrierenden, nach Nordwesten abfließenden Tardoire gebildet. Die Tardoire erhält kleinere linksseitige Nebenflüsse, die von Quellen wie beispielsweise Saint-Pierre in Eymouthiers oder der Quelle bei Marsac gespeist werden. Die Ostgrenze zu Bussière-Badil wird ebenfalls von einem kleinen linksseitigen Nebenfluss gebildet. Ein linksseitiges kleines Trockental mündet unmittelbar vor der Nordwestgrenze mit Montbron. An all diesen Wasserläufen liegen saftige, hervorragend für die Rinderzucht geeignete Wiesen. Bei Le Chambon wurde der von Eymouthiers herabkommende linke Nebenfluss zu zwei größeren Weihern unweit der Tardoire aufgestaut, welche dem Tourismus und Fischereizwecken dienen. Südlich unterhalb von La Tricherie beginnt das große Trockental des Grand Ruisseau du Vallon de la Tricherie, das nach Südwesten in Richtung Bandiat zieht und im Gemeindegebiet von Feuillade mündet.

### Klima
Eymouthiers besitzt ein abgeschwächtes Seeklima. Dies ist typisch für die gesamte Charente limousine, die wegen ihrer erhöhten Topographie wesentlich feuchter und kühler als der Rest des Départements ist – auch wenn gewisse meridionale Nuancen des unmittelbar südlich anschließenden Périgords bereits spürbar sind.

## Geologie

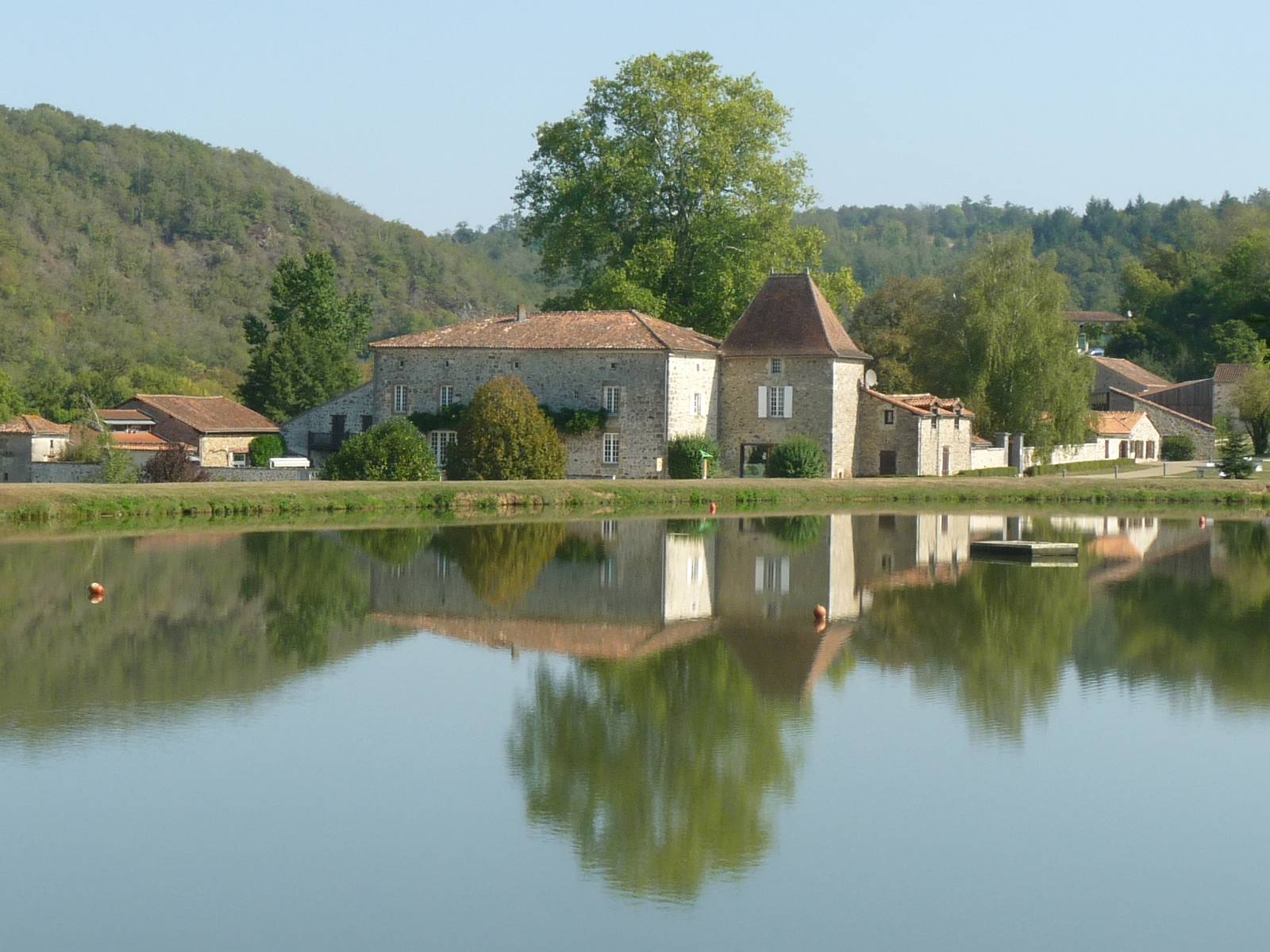
Das Freizeitzentrum Le Chambon mit Weiher. Vor den waldbestanden Hängen aus kristallinem Grundgebirge im Hintergrund mäandriert die Tardoire.

Die Gemeinde Eymouthiers liegt im Übergangsbereich zwischen dem variszischen kristallinen Grundgebirge des nordwestlichen Massif Central und seiner Sedimentbedeckung aus Schichten des nordöstlichen Aquitanischen Beckens.
Das Grundgebirge steht im nördlichen Drittel der Gemeinde an, vor allem entlang der Tardoire. Es besteht aus migmatitischen Gneisen (Metatexiten) und den sie durchdringenden Saint-Mathieu-Leukogranit. Die Foliation der Gneise streicht Nordost und fällt mit 40 bis 50 Grad nach Nordwest ein. In die Gneise eingeschaltet sind Züge von Mikrograniten, Lamprophyren und graphithaltigen Schiefern, welche in etwa dieselbe Streichrichtung vorweisen. Flussaufwärts ist ab Le Chambon erstmals Leukogranit anzutreffen. Dieser bildet Teil der mittelkörnigen Fazies des Saint-Mathieu-Leukogranits, es handelt sich hier um den so genannten Champniers-Reilhac-Granit. Der Leukogranit ist konkordant zur Gneisfoliation eingefaltet.
Nördlich von Marsac wird das Grundgebirge von flach liegenden Sedimenten des Unterjura überdeckt. Anstehend sind Hettangium, Sinemurium (fraglich) und Pliensbachium bis Toarcium – Arkosen, rötliche kryptokristalline Dolomite, Oolithkalke im Hettangium sowie graue Tone und Mergel im Pliensbachium/Toarcium. Im Tal des Grand Ruisseau du Vallon de la Tricherie ist sogar schon Mittleres Bajocium mit grauen Oolithkalken anstehend.
Die Sedimente werden dann ihrerseits von tertiärem Kolluvium verdeckt – Plateuhangsedimente bestehend aus einer sandig-tonigen Matrix mit eingebetteten Kiesgeröllen aus überwiegend reinem Quarz. Über das Kolluvium legen sich die Ablagerungen eines fossilen tertiären Flusslaufs, der den Hochlagen der Gemeinde im Süden folgt. Sein Alter ist nicht datiert, angenommen wird jedoch der Zeitraum Eozän bis Pliozän bzw. Miozän bis Pliozän. Die Tardoire fließt in holozänem Alluvium – vorwiegend sandige Tone mit aus dem Grundgebirge stammenden Kiesgeröllen.

## Bevölkerungsentwicklung
| Jahr | Einwohner |  |
| 1962 | 298       |  |
| 1968 | 237       |  |
| 1975 | 242       |  |
| 1982 | 235       |  |
| 1990 | 279       |  |
| 1999 | 296       |  |
| 2004 | 312       |  |
| 2006 | 304       |  |
| 2009 | 302       |  |
| 2013 | 295       |  |
| 2014 | 292       |  |
| 2017 | 302       |  |

Quelle: INSEE
Die Gemeinde Eymouthiers hatte von 1968 bis 1990 einen deutlichen Bevölkerungsrückgang zu verzeichnen, hat jedoch seitdem ihr altes Niveau der frühen 1960er wieder erreicht. Ihre Bevölkerungsdichte lag somit (im Jahr 2017) bei einer Fläche von 8,68 Quadratkilometer bei 35 Einwohner/km².

## Bürgermeister
Bürgermeister von Eymouthiers ist seit 2001 der parteilose Rentner Jean-Pierre Chamoulaud.

## Wirtschaft
Bedeutendster Wirtschaftszweig in Eymouthiers ist die Landwirtschaft (Aufzucht von Rindern, Schafen und Schweinen, sowie etwas Weinbau mit angeschlossener Destillerie). Durch das Freizeitzentrum Le Chambon und die Vermietung von Ferienhäusern hat der Tourismus einen großen Aufschwung erfahren.

### Freizeitaktivitäten
Das an der Straße nach Écuras an der Tardoire gelegene Freizeitzentrum Le Chambon kann mehrere sehr schöne, versicherte Kletterwege im Kristallin vorweisen. Auf dem Fluss ist Kanufahren und auch Kayak möglich. In den Sommerferien beherbergt das Zentrum Gruppen insbesondere aus dem Raum Angoulême.

## Sehenswürdigkeiten

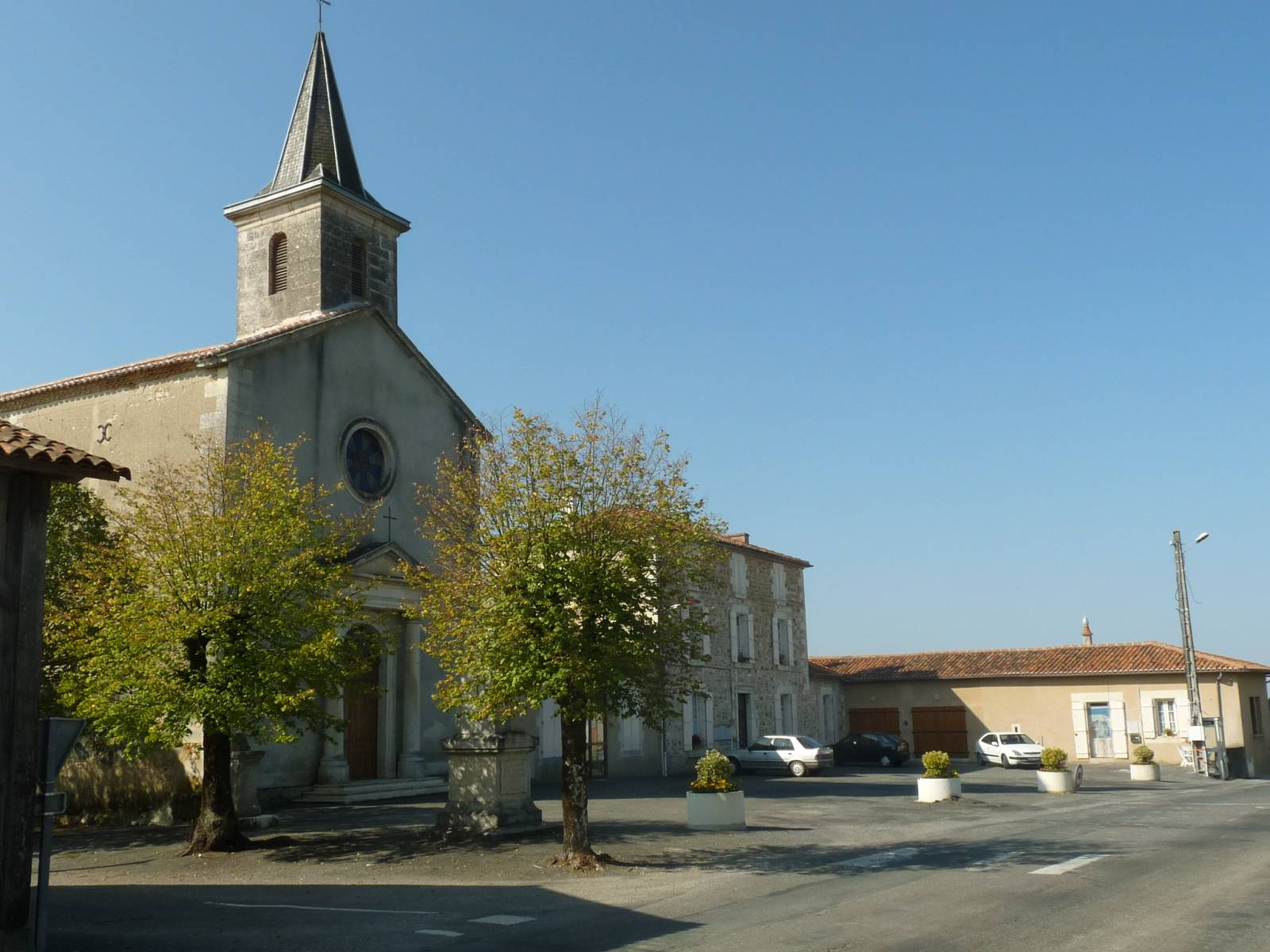
Kirche Saint-Pierre in La Tricherie

- Kirche Saint-Pierre
- Freizeitzentrum Le Chambon

## Fernwanderwege
Durch Eymouthiers verlaufen zwei Fernwanderwege:
- der GR 4 von Royan nach Grasse und
- der GR de Pays Entre Angoumois et Périgord, der das Angoumois mit dem Périgord verbindet.